# バグース長谷川
ばぐーす長谷川（バグースはせがわ、Bagus Hasegawa、12月25日 - ）は、ラジオDJ・パーソナリティー、ロック講師、インドネシア語講師・コンサルタント、音楽イベントプロデュース団体“ばぐーす長谷川”主宰・代表。福岡県福岡市生まれ。

## 来歴・人物
幼少の頃から海外のロックに興味を持ち、兄の所有するレコードを聴いて育った。母親の長谷川翔子は日本舞踊花柳流師範（花柳寿太浜）。
高校時代までは静岡県浜松市で過ごし、その後上京し東京モード学園ファッションビジネス学科ファッション企画科卒業。一時はファッション関係の企業に就職するも音楽の道へ進む。約15年間東京でボーカル・作曲でバンド活動を行った。この頃出会ったギタリスト関将、大道芸人サンキュー手塚とは親友。
喋りの才能を見出され、地元浜松市でラジオ番組スタート。海外からのロックミュージシャン招聘も行う。
1999年よりインドネシアへたびたび渡り、インドネシアと日本の関係に関心を持つ。2015年よりインドネシアのミュージシャンを日本に招聘し、ライブ・イベントを開催。2019年8月よりインドネシア在住（2020年4月中旬帰国）。
愛猫家でもある。

## 略歴
- 2002年4月より約2年間、夕方の3時間番組「Evening Web」水曜日担当（Fm Haro!）
- 2004年7月に自身の企画となる特別番組「ロックン・ロール・サーカス」放送（K-mix）
- 2005年1月より自身の企画番組「ロック向上委員会」をスタート。後に時間帯の変更に伴い「ロック向上委員会Z」と番組名改名（〜2019年10月終了：Fm Haro!）
- 2010年4月より「Run&Run」担当（〜2011年3月終了：Fm Haro!）
- 2011年8月よりロック講座「バグースなロック講座」を月一回定期開催（2021年現在は不定期）
- 2013年より静岡文化芸術大学にて「ポピュラー・ミュージック論」、2015年からは「音楽と社会」の授業（梅田英春教授）で、ロックの歴史とその背景にある歴史についての講義を行う
- 2016年4月より「セカオンRadio～音楽旅人　ミュージック・トラベラー～」担当（〜2017年3月終了：Fm Haro!）
- 2016年9月より東京でのロック講座「東京ロック塾」「ロック向上委員会 in 東京」を不定期開催
- 2016年10月よりカルチャースクールでのロック講座「金曜ロック塾」開講（〜2018年3月閉講）
- 2017年4月より「ミューグレ（music the great deep）」担当（〜2019年11月まで：K-mix）
- BURRN!執筆（2017年4月号「早わかり 1頁でわかった気になる有名HM/HRバンドの歴史～英国プログレッシブロックバンド：マリリオン～」）
- 浜松インドネシア友好協会元理事
- 2021年4月より「音楽イベントプロデュース団体“ばぐーす長谷川”」を主宰・代表を務める
- 2021年9月より「Bagus Music（バグースミュージック）」担当（〜2023年3月終了：FM佐賀）
- 2023年1月よりロック講座「月刊Bagus!」を月一回定期開催(LIVE BAR・雷神)
- 2023年4月より「スイッチオン！DAYTIME」内コーナー[DAYTIME WORLD PICKS]第4週木曜日レギュラー出演(LOVE FM)
- 2023年10月よりインドネシア音楽に特化した番組「Do You Know Indonesia?〜ばぐーすなインドネシアミュージックの世界〜」担当(LOVE FM)
- 2024年3月より九州アジアリーグ準加盟のプロ野球球団「佐賀アジアドリームズ」のスタジアムDJを担当

## 現在の主な活動
- 動画配信番組（YouTubeチャンネル）「Bagus Music（旧名：ロック向上委員会ドットコム）」（2017年4月～）
- ロック講座随時開催（「月刊Bagus!」など）
- インドネシア語講師・インドネシアコンサルタント
- 音楽イベントプロデュース団体“ばぐーす長谷川”の代表
- LOVE FMにてインドネシア音楽番組「Do You Know Indonesia?〜ばぐーすなインドネシアミュージックの世界〜」担当（2023年10月〜）
- 日本の独立リーグ/九州アジアリーグ準加盟のプロ野球球団「佐賀アジアドリームズ」スタジアムDJ担当（2024年3月〜）